# Feradach mac Rossa
Feradech mac Rossa (mort vers c.560/561) est un roi de Connacht issu des Uí Fiachrach une branche des Connachta. Il appartient au sept  Fir Chera  de cette lignée et il est un descendant de Macc Ercae, un fils de Fiachrae, l'ancêtre éponyme des Uí Fiachrach.

## Origine
Feradech est réputé être l'arrière petit-fils de Macc Ercae.

## Contexte
Bien que non mentionné comme roi par les annales il est cependant inclus dans les « Listes de Rois » comme celle du Livre de Leinster qui lui attribue un règne de trois ans après celui de  Echu Tirmcharnae mac Fergusso. Francis John  Byrne de son côté place son règne entre celui d'Echu Tirmcharna et celui d'Áed mac Echach († 577) qui accède au trône vers 560/561. Dans  Un poème sur les Rois de  Connacht il est désigné comme « le beau et le juge équitable ».
Son fils  Máel Umai est le père du roi ultérieur  Máel Cothaid mac Máele Umai (fl.  601/602)